# Abra Pampa
Pour les articles homonymes, voir Abra et Pampa.
Abra Pampa est une ville de la province de Jujuy, dans le nord-ouest de l'Argentine, et le chef-lieu du département de Cochinoca. Elle est située sur l'Altiplano argentin à 3 507 m d'altitude. Sa population s'élevait à 9 425 habitants.
Abra Pampa est aussi une association culturelle installée à Paris, France, depuis 1998. Elle a organisé d'importants événements, surtout au niveau littéraire, musical, cinématographique et éditorial puisqu'elle a traduit et publié de nombreux poètes argentins, français, latino-américains et a soutenu des projections de films latino-américains en France.

## Histoire
Elle fut construite à la fin du XIXe siècle. On l'appela alors la Nueva Siberia, ou nouvelle Sibérie, ce qui en dit long sur la dureté de ses hivers.

## Tourisme
La ville est le point de départ pour des excursions en direction de la Laguna de los Pozuelos, de la réserve provinciale de la Laguna de Guayatayoc, ainsi que des Lagunas de Vilama.
Elle se trouve sur le trajet de la route nationale 40.